# Canton de Chennevières-sur-Marne
Le canton de Chennevières-sur-Marne est une ancienne division administrative française située dans le département du Val-de-Marne et la région Île-de-France.
À la suite du redécoupage cantonal de 2014, le canton est supprimé, et son territoire est rattaché au canton de Champigny-sur-Marne-2

## Histoire

### Seine-et-Oise
Le canton de Chennevières-sur-Marne du département de Seine-et-Oise, constitué des communes de Chennevières-sur-Marne, Ormesson-sur-Marne, Noiseau, la Queue-en-Brie, Le Plessis-Trévise et Villiers-sur-Marne, a été créé par démembrement du canton de Boissy-Saint-Léger par le décret du 28 janvier 1964.

### Val-de-Marne
Le canton de Chennevières-sur-Marne, constitué des mêmes communes de Chennevières-sur-Marne, Ormesson-sur-Marne, Noiseau, La Queue-en-Brie, du Plessis-Trévise et de Villiers-sur-Marne, est recréé par le décret du 20 juillet 1967.
Il est scindé par le décret du 20 janvier 1976, qui en extrait une partie de Chennevières-sur-Marne, rattaché au canton de Champigny-sur-Marne-Est, et les communes de Villiers-sur-Marne et du Plessis-Trévise, qui constituent le nouveau canton de Villiers-sur-Marne.
Le canton est remanié une seconde fois par le décret du 24 décembre 1984, afin de permettre de créer le canton d'Ormesson-sur-Marne, et ne comprend plus que la commune de Chennevières-sur-Marne.
Un nouveau découpage territorial du Val-de-Marne entré en vigueur à l'occasion des premières élections départementales suivant le décret du 17 février 2014. Les conseillers départementaux sont, à compter de ces élections, élus au scrutin majoritaire binominal mixte. Les électeurs de chaque canton élisent au Conseil départemental, nouvelle appellation du Conseil général, deux membres de sexe différent, qui se présentent en binôme de candidats. Les conseillers départementaux sont élus pour 6 ans au scrutin binominal majoritaire à deux tours, l'accès au second tour nécessitant 12,5 % des inscrits au 1er tour. En outre, la totalité des conseillers départementaux est renouvelée. Ce nouveau mode de scrutin nécessite un redécoupage des cantons dont le nombre est divisé par deux avec arrondi à l'unité impaire supérieure si ce nombre n'est pas entier impair, assorti de conditions de seuils minimaux. Dans le Val-de-Marne le nombre de cantons passe ainsi de 49 à 25.
Dans ce cadre, le canton est supprimé, et Chennevières-sur-Marne est rattaché au canton de Champigny-sur-Marne-2.

## Représentation
| Période | Période           | Identité               | Étiquette | Qualité |
| ------- | ----------------- | ---------------------- | --------- | --- |
| 1964    | 1970              | André Rouy (1902-1988) | SFIO      | Représentant de commerce Maire de Villiers-sur-Marne (1953 → 1977) Elu en 1976 dans le Canton de Villiers-sur-Marne   |
| 1970    | 1976              | Olivier d'Ormesson     | CNI       | Maire d'Ormesson-sur-Marne (1947 → 1988)                                                                              |
| 1976    | 1978 (annulation) | Claude Roméo           | PCF       | Employé Maire de La Queue-en-Brie (1977 → 1983)                                                                       |
| 1978    | 1985              | Olivier d'Ormesson     | CNI ou FN | Maire d'Ormesson-sur-Marne (1947 → 1988) Elu en 1985 dans le Canton d'Ormesson-sur-Marne                              |
| 1985    | 1992              | Roger Lafaille         | DVD       | Maire de Chennevières-sur-Marne (1971 → 1990)                                                                         |
| 1992    | 1998              | Lucien Lavigne         | DVD       | Président du directoire de la Caisse d'épargne de Paris Maire de Chennevières-sur-Marne (1990 → 2008)                 |
| 1998    | 2004              | Claudio Léonardi       | PS        | Cadre Conseiller municipal de Chennevières-sur-Marne                                                                  |
| 2004    | 2011              | Lucien Lavigne         | UMP       | Maire de Chennevières-sur-Marne (1990 → 2008)                                                                         |
| 2011    | 2015              | Jean-Pierre Barnaud    | MoDem     | DG d'une association loi de 1901 Conseiller municipal d'opposition puis maire (2014 → 2015) de Chennevières-sur-Marne |

## Composition

### Période 1964 - 1976
Le canton de Seine-et-Oise et le canton initial du Val-de-Marne étaient constitués par les communes de Chennevières-sur-Marne, Ormesson-sur-Marne, Noiseau, La Queue-en-Brie, du Plessis-Trévise et Villiers-sur-Marne,.

### Période 1976 - 1984
Le canton remanié en 1976  était constitué par les communes d'Ormesson, Noiseau et La Queue-en-Brie, ainsi que de la partie Sud de Chennevières-sur-Marne « délimitée par l'axe des voies ci-après : rue Jean-de-La-Fontaine (avec les villas Gascogne et Champagne), rue Rabelais (avec les villas Alsace-Corse, Île-de-France et Franche-Comté), rue Auguste-Comte (avec la villa Bretagne et le square Auguste-Comte), rue Claude-Bernard, avenue Boileau ».
Le surplus de Chennevières était rattaché au canton de Champigny-sur-Marne-Est.

### Période 1984 - 2015
Le canton, après la réforme de 1984, n'était plus constitué que de la seule commune de Chennevières-sur-Marne.
| Communes               | Population (2012) | Code postal | Code Insee |
| ---------------------- | ----------------- | ----------- | ---------- |
| Chennevières-sur-Marne | 17 837            | 94 430      | 94 019     |

## Démographie
Démographie du canton dans sa composition de 1984 à 2015
| 1962  | 1968  | 1975   | 1982   | 1990   | 1999   | 2009 |
| ----- | ----- | ------ | ------ | ------ | ------ | ---- |
| 5 593 | 7 016 | 17 561 | 17 417 | 17 857 | 17 837 | -    |